# Justice de Paix de Laeken
La Justice de Paix de Laeken est un bâtiment situé rue Fransman 89 à Laeken qui accueille la Justice de paix.

## Description
Son architecture est de style néoclassique, reconnaissable via l’usage d’éléments architecturaux tels que le fronton, l’horizontalité, l’enduit blanc et les colonnes corinthiennes que composent le bâtiment.

## Histoire
La Justice de paix se rendait initialement dans la Maison communale de Laeken située rue des Palais Outre-Ponts. Mais le bâtiment est trop exigu et en 1905, il est décidé d’ériger un bâtiment dédiée à celle-ci.
L’ancien bâtiment de justice de Laeken a été construit par les architectes Vanderhaegen, Lambot et Gillet en 1907. Le bâtiment est construit sur une parcelle d’angle, ce qui permet de valoriser le bâtiment ainsi que les rues avoisinantes. Les trois façades du bâtiment contiennent une inscription rappelant sa fonction : « Justice de paix ».
Le bâtiment a été restauré en 2015.
Le bâtiment est toujours le siège de deux des quatre cantons de justice de paix pour la ville de Bruxelles.